# البلاد (القطن)

تعديل مصدري - تعديل

البلاد هي إحدى قرى عزلة القطن بمديرية القطن التابعة لمحافظة حضرموت، بلغ تعداد سكانها 851 نسمة حسب تعداد اليمن لعام 2004.